# Gérard Pesson
Pour les articles homonymes, voir Pesson.
Gérard Pesson est un compositeur français né le 17 janvier 1958 à Torteron (Cher).

## Biographie
Il poursuit d’abord des études de lettres et musicologie à la Sorbonne où il soutient une thèse sur L’Esthétique de la musique aléatoire, avant d’entrer dans les classes de Betsy Jolas et d’Ivo Malec au Conservatoire national supérieur de musique de Paris où il obtient deux premiers prix dans les classes d’analyse et de composition. En 1986, il fonde la revue de musique contemporaine Entretemps. Premier prix du Studium de Toulouse en 1986 pour Les Chants Faëz, il est lauréat du concours «Opéra autrement» pour Beau Soir créé en version de concert au Festival d'Avignon 1989, puis donné en version scénique au Festival Musica de Strasbourg en 1990. Prix de Rome, il est pensionnaire à la Villa Médicis d’octobre 1990 à avril 1992. Gérard Pesson remporte en 1996 le Prix Prince Pierre de Monaco. 
Gérard Pesson se consacre plus particulièrement depuis 1988 à la musique de scène notamment avec le chorégraphe Daniel Dobbels pour lequel il crée les musiques originales de ses spectacles. Ses œuvres ont été jouées par de nombreux ensembles et orchestres en France et à l’étranger : Ensemble Fa, l'Ensemble 2e2m, l'Ensemble intercontemporain, Itinéraire, Ensemble Modern, Klangforum Wien, Ensemble Recherche, Ensemble Ictus, Alter Ego, Accroche Note, Erwartung, Orchestre national de Lyon, Orchestre national d'Île-de-France, Symphonieorchester des Bayerischen Rundfunks etc.
Son opéra Forever Valley, commande de T&M, sur un livret de Marie Redonnet, a été créé en avril 2000 au Théâtre des Amandiers de Nanterre. Son opéra Pastorale, d'après L'Astrée de Honoré d'Urfé a été créé à Stuttgart en mai 2006 en version de concert puis en France, à Paris, au Théâtre du Châtelet en 2009 en version scénique. Son concerto Future is a faded song a été créé le 5 octobre 2012 à Zurich par Alexandre Tharaud au piano et l'Orchestre de Zurich dirigé par Pierre-André Valade.
Il est également professeur de composition au Conservatoire national supérieur de musique et de danse de Paris.
Il est également producteur à France Musique depuis 1986, notamment de Boudoirs et autres qui s'arrête en juillet 2014, après 379 émissions.

## Œuvres

### Instrument soliste
Piano
- 1983 : Dispositions furtives pour piano
- 1991 : Trois petites études mélancoliques pour piano
- 1991-1995 : Vexierbilder, Rom trois pièces pour piano
- 1994-1995 : La lumière n'a pas de bras pour nous porter pour piano amplifié
- 1995-1998 : Butterfly's note book pour piano
- 1997 : Folies d'Espagne pour piano
- 2003 : Vexierbilder II pour piano
- 2008 : Ambre nous resterons pour piano
- 2009 : Excuse my dust pour piano
- 2009 : Trois pièces pour piano pour piano
- 2011 : No-Ja-Li Interlude Debussy pour piano
- 2011 : cage in my car pour piano préparé
- 2012 : Noir Dormant (berceuse à bas voltage) pour piano

Orgue
- 1998 : Trois études pour orgue baroque

### Musique de chambre
- 1985 : Tout doit disparaître pour 4 hautbois, cor et vibraphone
- 1987 : Nocturnes en quatuor pour clarinette, violon, violoncelle et piano
- 1988 : Dispositions furtives pour deux pianos amplifiés
- 1991 : Non sapremo mai di questo mi pour flûte, violon et piano
- 1992 : La vita è come l'albero di Natale pour violon et piano
- 1993 : Quatuor à cordes no 1 Respirez ne respirez plus
- 1993-1995 : Récréations françaises, neuf bagatelles pour flûte, hautbois, clarinette et trio à cordes
- 1994-1995 : Mes Béatitudes pour trio à cordes et piano
- 1996 : Sonate a quatre pour 2 flûtes à bec, violon et violoncelle
- 1998 : Bruissant divisé pour violon et violoncelle
- 1998 : Fureur contre informe pour un tombeau d'Anatole pour trio à cordes
- 1998 : Nebenstück pour clarinette et quatuor à cordes
- 1998 : Rebus (Pro rebus Harry Vogti) flûte, clarinette, violon, alto et violoncelle
- 2001 : Affûts pour quatre percussionnistes
- 2001 : Gigue pour quatre percussionnistes
- 2002 : Neige bagatelle pour guitare, violoncelle et piano
- 2003 : Cassation pour clarinette, trio à cordes et piano
- 2007 : Peigner le vif pour alto et accordéon
- 2008 : Quatuor à cordes no 2 Bitume
- 2008 : Rubato ma glissando pour ensemble
- 2009 : Paraphernalia pour deux altos
- 2009 : Presque Puzzle pour trio à cordes et piano préparé
- 2010 : Ne pas oublier coq rouge dans jour craquelé (moments Proust) pour violon, violoncelle et piano
- 2011 : Étant l'arrière son pour flûte, clarinette, harpe, violon et violoncelle
- 2018 : Musiques de chambre, Cantates.

### Musique instrumentale d'ensemble
- 1987-1988 : Grand Quinconce pour orchestre symphonique
- 1991 : Le Gel, par jeu pour six instruments
- 1995 : Un peu de fièvre pour 12 instruments
- 1998 : Quatre berceuses à bas voltage pour grand orchestre
- 2001 : In Nomine pour huit instruments
- 2002 : Aggravations et final pour orchestre
- 2004-2005 : Rescousse pour ensemble
- 2006 : Instant tonné pour huit instruments
- 2011 : Ravel à son âme pour orchestre

Musique concertante
- 1986 : Les Chants Faëz pour piano principal et onze instruments
- 1997 : Branle du Poitou pour piano solo et huit instruments
- 2005 : Wunderblock (Nebenstück II) pour accordéon et orchestre
- 2012 : Future is a faded song pour piano solo et grand orchestre

### Musique vocale
- 1988 : Beau Soir, opéra de chambre pour quatre chanteurs, un comédien et ensemble
- 1990 : Ciel d'orage, opéra parlé pour trois voix, sept instrumentistes et bande
- 1990 : Le Couchant, interlude pour trois chanteurs et cinq instrumentistes
- 1991-1992 : Cinq poèmes de Sandro Penna pour baryton, clarinette basse, cor, violon et violoncelle
- 1991-1992 : Cinq poèmes de Sandro Penna pour baryton et piano
- 1992 : Deux mélodies carthaginoises pour baryton et piano
- 1994 : Purple programme pour soprano, clarinette basse et percussion
- 1994 : Sur-le-champ pour 4 chanteurs et 8 instruments
- 1994 : Écrit à Qinzhou pour récitant(e) et piano
- 1995 : Butterfly le nom, scène lyrique pour soprano, chœur d'hommes et petit orchestre
- 1999 : Cinq chansons pour mezzo-soprano et 5 instruments
- 1999-2000 : Forever Valley, opéra pour 7 chanteurs, comédienne et 6 instruments
- 2002 : Contra me (Miserere) pour ensemble vocal et instrumental
- 2006 : Panorama, particolari e licenza pour alto, voix d'alto et ensemble
- 2006 : Pastorale, opéra pour solistes, chœur et orchestre
- 2007-2010 : Cantate égale pays pour voix solistes, ensemble et électronique
- 2014 : La Double coquette, opéra pour trois voix et ensemble
- 2018-2019 : Trois contes, opéra pour voix et ensemble :  La princesse au petit pois d’Hans Christian Andersen, Le manteau de Proust de Lorenza Foschini (voir Wikipedia en italien) et Le Diable dans le beffroi d'Edgar Allan Poe.

A cappella
- 1996-1997 : Kein deutscher Himmel pour chœur mixte
- 2004 : Preuve par la neige pour chœur

## Discographie
- Dispositions furtives : La Lumière n'a pas de bras pour nous porter - Vexierbilder II - Vexierbilder Rom - Butterfly's note book - Pièces pour piano (3) - Petites études mélancoliques (3) - Dispositions furtives - Folies d'Espagne - Musica Ficta - Excuse my dust. Alfonso Alberti (piano), 1 CD Col Legno CD20285
- Aggravations et final : Rescousse - Vexierbilder II - Aggravations et final - Cassation - Wunderblock (Nebenstück II). Teodoro Anzellotti (accordéon), Hermann Kretschmar (piano), WDR Sinfonieorchester Köln, Lucas Vis (direction), Johannes Kalitzke (direction), Ensemble Modern, Brad Lubman (direction), 1 CD æon AECD0876
- Mes béatitudes : Mes béatitudes - Nebenstück - Fureur contre informe - Récréations françaises - Cinq Chansons - Bruissant divisé - Rebus. Ensemble Recherche, 1 CD æon AECD0206
- Forever Valley : J. Henry, Ensemble vocal et instrumental, V. Leterme, 1 CD Assai 222 322
- Le Gel par jeu : Cinq poèmes de S. Penna - Nocturnes en Quatuor - Sur-le-champ. Ensemble Fa, Dominique My, Quatuor Parisii, 1 CD Accord 465 798-* Blanc mérité, Ensemble Cairn, direction Guillaume Bourgogne, Aeon / Outhere Music

## Décorations et prix
- Commandeur de l'ordre des Arts et des Lettres Il est promu au grade de commandeur le 23 mars 2017[5].
- Prix du président de la République 2018 - Académie Charles-Cros
- Coup de coeur musique contemporaine 2018 de l'Académie Charles Cros pour Blanc mérité, annoncé le 26 décembre par Omer Corlaix sur France Musique lors de l’émission le concert du soir[6].